# Tropidion vicinum
Tropidion vicinum là một loài bọ cánh cứng trong họ Cerambycidae.